# Bazi, Guangdong
Bazi är en köping i sydöstra Kina. Den ligger i Wengyuan härad i staden Shaoguan i provinsen Guangdong, omkring 180 kilometer nordost om provinshuvudstaden Guangzhou. Antalet invånare är 35 580. Befolkningen består av 17 539 kvinnor och 18 041 män. Barn under 15 år utgör 20,0 %, vuxna 15-64 år 68 %, och äldre över 65 år 11,0 %.